# Foresta nazionale El Yunque

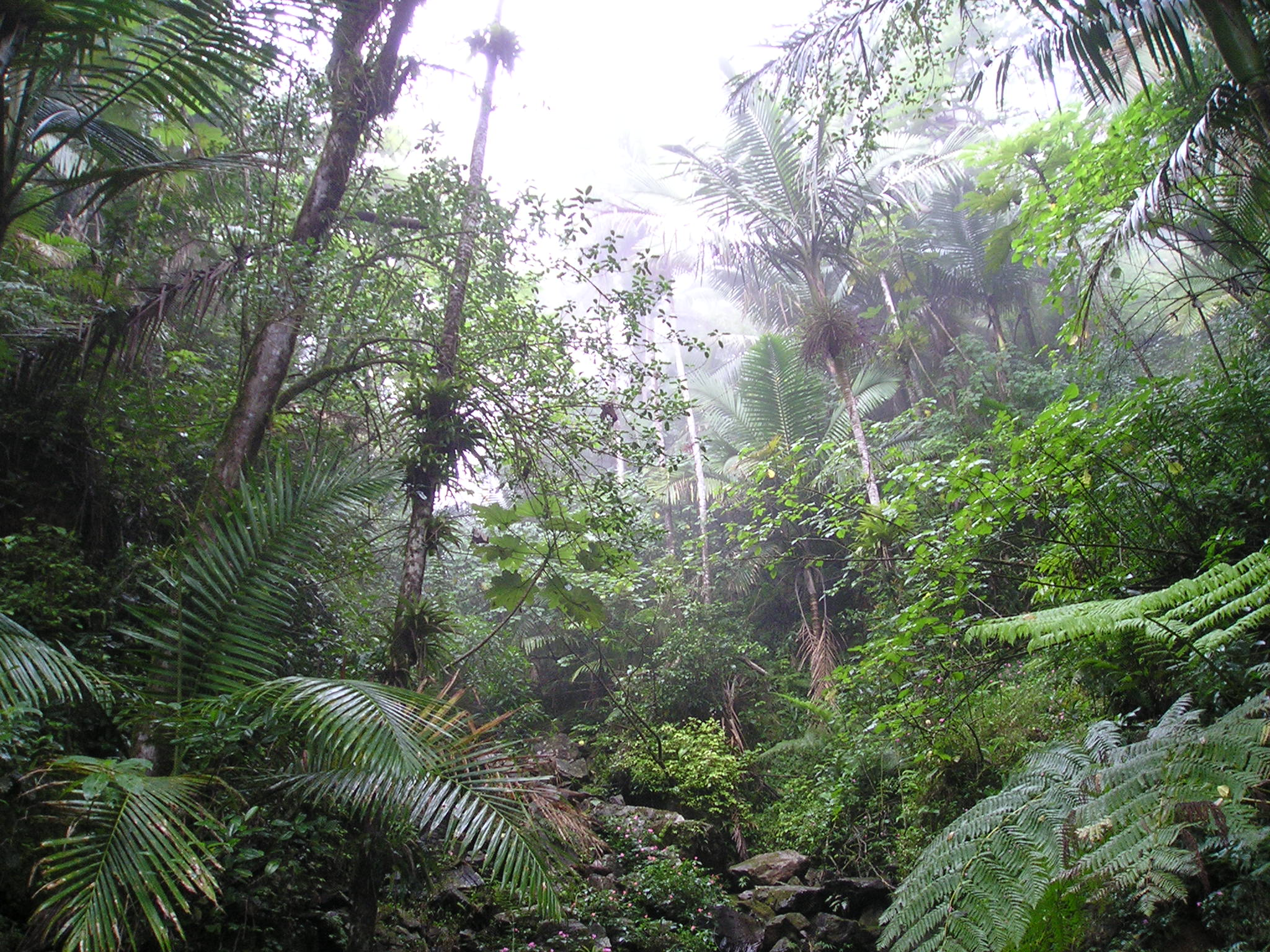
La foresta tropicale del Yunque

La foresta nazionale El Yunque (in spagnolo: Bosque Nacional El Yunque; in inglese:  El Yunque National Forest), già foresta nazionale caraibica, è una fitta ed estesa foresta pluviale situata nella regione nord-orientale dell'isola di Porto Rico.
Prende il nome dall'omonimo monte e si estende per 113 km² attraverso le aree comunali di Canóvanas, Ceiba, Fajardo, Las Piedras, Luquillo, Nagüabo e Río Grande.
El Yunque è stato inserito nella lista per decretare le nuove sette meraviglie del mondo naturali e, in seguito alla votazione finale avvenuta l'11 novembre 2011, si è piazzato tra le migliori 28 finaliste.